# Qunkasaura
Qunkasaura („ještěr z města Qunka“) byl rod sauropodního dinosaura z kladu Titanosauria a čeledi Saltasauridae, žijící v období pozdní svrchní křídy (geologický stupeň kampán až maastricht, asi před 75 miliony let) na území dnešního Španělska (provincie Cuenca).

## Objev a systematika
Typový exemplář qunkasaury (v podobě fragmentárně zachované kostry jednoho jedince) byl objeven v roce 2007 na velmi bohaté lokalitě Lo Hueco v geologickém souvrství Villalba de la Sierra. O výrazné biodiverzitě této paleofauny bylo publikováno již dříve několik odborných prací. V září roku 2024 byl formálně popsán typový druh Qunkasaura pintiquiniestra.
Podle fylogenetické analýzy autorů popisné práce je Qunkasaura zástupcem čeledi Saltasauridae a podčeledi Opisthocoelicaudiinae, jejím sesterským taxonem je další ve Španělsku objevený rod Abditosaurus, formálně popsaný roku 2022. Dalšími blízce příbuznými rody jsou taxony Opisthocoelicaudia, Alamosaurus a zástupci podčeledi Saltasaurinae.

### Česká literatura
- SOCHA, Vladimír (2021). Dinosauři – rekordy a zajímavosti. Nakladatelství Kazda, str. 18.